# Seth MacFarlane
Seth Woodbury MacFarlane (n. 26 octombrie 1973) este actor, desenator, muzician, producător și regizor american. A câștigat de două ori premiul Emmy. Este cunoscut în principal ca fiind creatorul serialelor de desene animate Family Guy și American Dad!. A fost de asemenea producătorul executiv al serialului de scurtă durată The Winner (Câștigătorul).

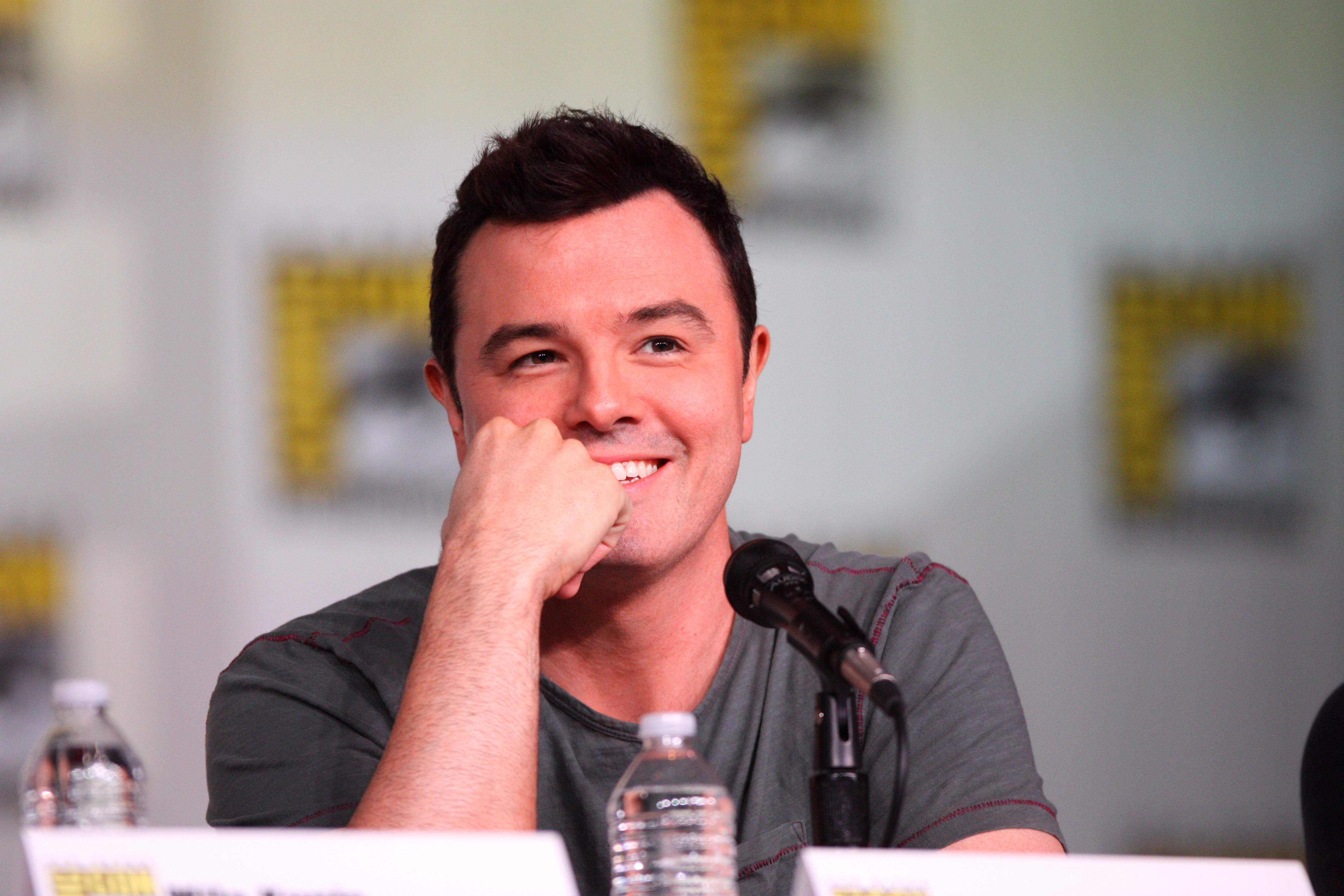
Seth MacFarlane la San Diego Comic-Con International, 2012

## Biografie

### Primii pași
Seth MacFarlane s-a născut în Kent, statul  Connecticut. Părinții săi sunt Ann Perry Sager și Ronald Milton MacFarlane, amândoi originari din Newburyport, Massachusetts. Cei doi sunt urmași ai unor imigranți din Canada, Anglia și Scoția, unii fiind chiar pasageri pe „Mayflower”. A absolvit liceul Kent School din Connecticut, al cărui director, Richardson Schell, avea să-l critice mai târziu în mod public pe MacFarlane pentru factura „slabă” a umorului său.
Seth MacFarlane a urmat mai departe cursurile Rhode Island School of Design, fapt ce îi va servi drept inspirație pentru alegerea locului de desfășurare a serialului său Family Guy. În timpul facultății a produs un film de scurt metraj intitulat „The Life of Larry” („Viața lui Larry”), prima variantă a „Family Guy” (de altfel va introduce unele secvențe în noul serial). După absolvirea facultății Seth a fost angajat de către Hanna-Barbera Cartoons Inc. pentru a lucra la unele seriale de desene animate precum Johnny Bravo, Laboratorul lui Dexter sau Cow and Chicken. A contribuit de asemenea la scenariul fimului Ace Ventura: Pet Detective.

## Cariera în animație
În 1996, Seth MacFarlane a creat o continuare la „Viața lui Larry” pentru Hanna-Barbera Cartoons, intitulată „Larry and Steve”, care prezenta siuațiile haioase în care intrau un om între două vârste, neîndemânatic și cam încet la minte, Larry, și câinele său vorbitor, biped și deosebit de cult, Steve. O secvență relevantă ar fi schimbul de replici dintre Larry și Steve după ce câinele Steve a suferit un accident : „Steve, cum te simți ?/Ca Agamemnon după ce-a simțit furia Clitemnestrei./Poftim ?/E o tragedie./A... Și e toată lumea teafără ?”. Filmulețul a fost difuzat în cadrul Cartoon Network's World Premiere Toons. Executivi de la FOX au vizionat ambele filmulețe despre Larry și Steve și l-au angajat pe MacFarlane pentru a crea un serial bazat pe cele două personaje.
Seth MacFarlane este de asemenea un bun pianist și cântăreț, în timpul tinereții lucrând cu aceiași antrenori vocali ca și Frank Sinatra. Este un mare fan al filmelor muzicale și creațiile sale conțin în general multe secvențe cântate. Se pare că e de asemenea un fan al culturii anilor '80, deoarece în opera și în comentariile sale se pot regăsi numeroase aluzii și referiri la show-uri, filme, reclame, jucării și evenimente istorice din acea decadă.

### Family Guy
Seth MacFarlane este vocea a multor personaje din serialul său Family Guy, care prezintă evenimentele din viața lui Peter Griffin și a familiei sale. Mai exact, el este vocea lui : Peter, un bărbat supraponderal, neîndemânatic, încet la minte și creștin irlandez; Brian Griffin, câinele biped, calm, rațional, elocvent și neînțeles de către femei; Stewie Griffin, bebelușul genial, megaloman, cu tendințe matricide și cu probleme de orientare sexuală; Glenn Quagmire, vecinul care încă trăiește în anii '50 și care e obsedat după sex; și Tom Tucker, prezentatorul de știri obsedat de meseria sa. Vocea adevărată, și poate și personalitatea lui MacFarlane, e cea mai apropiată de cea a câinelui Brian.

### American Dad!
Din „American Dad!” s-au văzut pentru prima dată niște secvențe promoționale pe 6 februarie 2005, în urma unui meci de Super Bowl. Primul episod a fost difuzat de FOX pe 1 mai 2005. Este bazat pe viața lui Stan Smith, un republican american care lucrează la CIA și care duce conservatorismul până la absurd. Acesta are o soție și doi copii, plus doi oaspeți permanenți, extraterestrul cosmopolit Roger și peștișorul de aur Klaus, căruia i-a fost transplantat creierul unui schior est-german de la Olimpiada din 1986.
În 2006, Fox a prelungit contractul pentru „American Dad!” pentru încă doi ani. Seth MacFarlane este vocea lui Stan și a lui Roger, în timp ce sora sa Rachael este vocea lui Hayley, fiica lui Stan.